# 울진 신화리 구장정사
울진 신화리 구장정사는 경상북도 울진군 북면 신화리에 있다. 2012년 10월 22일 울진군의 향토문화유산 제1호로 지정되었다.

## 개요
구장정사는 울진지역의 지역적인 특성이 잘 나타난 온돌중심형 와가 까치구멍집으로 17세기 중반에 울진 지역에서 활동하여 유풍을 진작한 전구원이 강학하던 데에서 유래한 유적으로 울진지역 유학 학풍의 전통을 이해할 수 있는 장소로 평가된다.